# Mayflower II (schip, 1956)
De Mayflower II is een in 1955/1956 gebouwde replica van de Mayflower, het schip waarmee in 1620 de Pilgrim Fathers naar de Amerikaanse kolonie New England voeren. Het schip is 32,5 meter lang en 7,6 meter breed. Het heeft een grote, fokke- en bezaansmast en een boegspriet, die tezamen zes zeilen dragen.
De replica is gebouwd in Brixham in Engeland door de Engelsman Warwick Charlton en de Plimoth Plantation, een Amerikaans museum in Plymouth. Het schip is zo goed mogelijk gereconstrueerd met behulp van oude schilderijen en afbeeldingen. In 1957 voer het schip de Atlantische Oceaan over. Het maakt deel uit van de collectie van de Pimoth Plantation.